# Aldershot & District League
Aldershot & District Football League là một giải đấu bóng đá Anh bao gồm các đội bóng ở Trung Hampshire, Bắc Hampshire, Đông Hampshire và các vùng lân cận của Surrey và Berkshire. Có tổng cộng 4 hạng đấu, hạng đấu cao nhất là Senior Division, nằm ở cấp độ 13 của Hệ thống các giải bóng đá ở Anh. Các đội bóng có thể thăng hạng Hampshire Premier League Division One và các đội bóng phía Đông có thể lên chơi ở hạng đấu cao nhất của Surrey County Intermediate League (Western).

## Lịch sử
Giải đấu được thành lập với tên gọi Aldershot Senior League, thành lập năm 1894 dành cho các đội bóng quân đội và sau đó giới thiệu thêm 1 hạng đấu "dân thường" cho 3 đội bóng mùa giải 1912–13.
Sau Thế chiến thứ I, giải đấu bao gồm các đội bóng dân thường, quân đội và công nhân trong cùng 1 hạng đấu. Hiện nay nó chỉ bao gồm các đội bóng cho dân thường.

## Các Câu lạc bộ Mùa giải 2014–15
Senior Division
- Bagshot
- Fleet Spurs Dự bị
- Frimley Select
- Hale Rovers
- Spartans
- West End Village
- Wey Valley
- Woking Cougars
- Yateley United Dự bị

Division One
- Alton United
- Courtmoor
- Fleet Spurs 'A'
- Hindhead Athletic
- Letef Select
- Mytchett Athletic
- Rushmoor
- Sandhurst Sports
- Sandhusrt Town Dự bị
- South Farnborough
- Yateley United 'A'

Division Two
- AFC Petersfield Dự bị
- Bagshot Dự bị
- Bordon & Oakhanger Social Club United
- Four Marks Dự bị
- Frogmore
- Hartley Wintney 'A'
- Headley United 'A'
- Liphook United 'A'
- Normandy[n 1]
- Ropley[n 2]

Division Three
- Bordon & Oakhanger Social Club United Dự bị
- Fleet Spurs Veterans
- Hindhead Athletic Dự bị
- Normandy Dự bị
- West End Village Dự bị
- Wey Valley Dự bị
- Yateley United 'B'

## Các nhà vô địch gần đây
| Mùa giải | Senior Division   | Division One         | Division Two         | Division Three                        |
| -------- | ----------------- | -------------------- | -------------------- | ------------------------------------- |
| 2008–09  | BOSC              | Bagshot              | South Farnborough    | Frensham Royal British Legion         |
| 2009–10  | Fleet Spurs Dự bị | West Meon & Warnford | Old Farnboronians    | Frogmore Rangers                      |
| 2010–11  | Headley United    | Alton Athletic       | Frogmore Rangers     | Wrecclesham 'A'                       |
| 2011–12  | Bagshot           | West End Village     | Headley United Dự bị | Bordon & Oakhanger Sports Club United |
| 2012–13  | Bagshot           | West Meon & Warnford | Wrecclesham          | Headley United Academy                |
| 2013–14  | Bagshot           | Wey Valley           | Alton United         | Bagshot Dự bị                         |